# Heremietboshoen
Het heremietboshoen (Megapodius eremita) is een vogel uit de familie grootpoothoenders (Megapodiidae). De wetenschappelijke naam van de soort is voor het eerst geldig gepubliceerd in 1868 door Hartlaub.

## Kenmerken
Deze vogel lijkt op een grijsbruine kip die er bijna staartloos uitziet,met een puntige kuif, korte snavel en grote poten. De vogel is 36 cm lang.

## Voorkomen
De soort komt voor van de Bismarck-archipel tot de Salomonseilanden.

## Beschermingsstatus
Het heremietboshoen heeft een groot verspreidingsgebied en daardoor is de kans op de status kwetsbaar (voor uitsterven) gering. Dit boshoen gaat in aantal achteruit. Echter, het tempo ligt onder de 30% in tien jaar (minder dan 3,5% per jaar). Om deze redenen staat het heremietboshoen als niet bedreigd op de Rode Lijst van de IUCN.